# Wey River
Der Wey River ist ein Fluss im Nordwesten des australischen Bundesstaates Tasmanien.

## Geografie

### Flusslauf
Der rund 15 Kilometer lange Wey River entspringt in der Talbots Lagoon, etwa dreieinhalb Kilometer östlich der Siedlung Guildford. Er fließt zunächst nach Norden und wendet nach ungefähr vier Kilometer seinen Lauf nach Nordwesten, unterquert die Mount Road rund 15 Kilometer nordöstlich der Kleinstadt Warratah und mündet kurz darauf in den  Hellyer River.

### Durchflossene Stauseen
Er durchfließt folgende Seen/Stauseen/Wasserlöcher:
- Talbots Lagoon – 646 m